# Tortum Gölü
Der Tortum Gölü (Tortum-See) ist ein See in der nordosttürkischen Provinz Erzurum, dessen Wasserspiegel durch eine 1971–1972 errichtete Beton-Staumauer um 1,5 m erhöht wurde.
Der Tortum Gölü liegt 10 km nordöstlich von Uzundere und wird vom Fluss Tortum Çayı durchflossen.
Der aufgestaute See bedeckt eine Fläche von 6,62 km². Der Speicherraum umfasst 57,561 Millionen m³.
Das Wasserkraftwerk besitzt eine installierte Leistung von 26,2 MW. Das Regelarbeitsvermögen liegt bei jährlich 85 GWh.
Der unterhalb der Staumauer gelegene Tortum-Wasserfall wird nur noch während niederschlagsreichen Monaten mit Wasser versorgt.